# 디지털 노동
디지털 노동 또는 디지털 업무는 디지털 플랫폼 또는 인공지능과 같은 정보통신 기술과의 상호작용을 통해 가치의 생산으로 특징지어지는 새로운 형태의 노동을 나타낸다. 디지털 노동의 예로는 주문형 플랫폼, 마이크로워킹 및 소셜 미디어와 같은 디지털 플랫폼에 대한 사용자 데이터생성이 있다. 디지털 노동은 다양한 온라인 작업을 포괄하는 작업을 설명한다. 한 국가가 디지털 경제를 유지할 구조를 가지고 있다면, 디지털 노동은 물리적 장벽의 제한 없이 개인의 수입을 창출할 수 있다.

## 기원
생산 기반 산업이 쇠퇴하면서, 디지털 및 정보 기반 경제의 부상은 디지털 노동 시장의 발전을 촉진시켰다. 디지털 노동력의 증가는 산업혁명에서 정보화 시대로의 이동에 기인한다고 볼 수 있다. 디지털 노동은 디지털 노동이 고용주-고용원 공급망에서 중재자의 역할을 빼앗아간 탈중개화(disintermediation)과정과 연결될 수 있다. 디지털이나 긱 경제에서 소외된 디지털 노동자들이 생산한 노동의 가치는 노동법을 통해 아직 공식적으로 인정되지 않고 있으며 많은 경우, 디지털 노동에 종사하는 개인은 자영업자로 간주되며 고용주가 경제의 변동에 대해 보호하지 않는다. 마르크스주의 경제이론에 입각하여 디지털 노동은 사용가치를 창출하고 자본을 생산하며 노동력의 집단 노동에 기초하기 때문에 노동으로 간주할 수 있다.
디지털 노동 시장(Digital labor market)은 디지털 콘텐츠, 코드, 디지털 제품 또는 디지털 및 기술 환경에서 발생하는 기타 아이디어 또는 상품의 생산, 거래 및 판매를 촉진하는 웹 사이트 또는 경제이다. 디지털 노동 시장의 널리 사용되는 예는 아마존 메커니컬 터크(Amazon Mechanical Turk)다. 커뮤니티 포럼, 블로그 및 게이머를 포함한 다른 형태의 새로운 디지털 하위문화는 디지털 노동력을 조직 도구로 활용한다. 플랫폼은 문화재의 잠재적 생성자가 될 수 있으며 세계 경제와 네트워크에 통합된다.
디지털 경제의 인기는 Linux/GNU와 위키백과 같은 자유 및 오픈 소스 소프트웨어 프로젝트와 같은 동종 생산 플랫폼(peer production platform)에 기반한 경제의 시작에 적용될 수 있다. 컴퓨터 과학자 Jaron Lanier는 "You are Not a Gadget and Who Owns the Future(당신은 가젯이 아니며 미래를 소유한 사람은 누구인가)"라는 책에서 오픈 소스 접근법이 사회적 계층화와 빈부격차의 확대에 기여했고, 부자는 디지털 회사의 주요 이해당사자이며 콘텐츠 제작자의 콘텐츠를 소유하고 있다고 주장한다. 오픈 소스 소프트웨어 운동에 대한 비판은 동종 생산 경제는 점점 더 소외되고 있는 노동력에 의존하며, 무급 지식 노동으로 내몰리고 있다는 것이다.

## 온 디맨스 플랫폼(On-demand platforms)
온 디맨드 업무는 2008-2010년 이후 증가하고 있다. 온 디멘드 업무는 인터넷 접속의 발달과 모바일 기기의 보급에 뒤이어, 어린이와 청소년을 포함한 거의 모든 사람들이 이런 종류의 검색 플랫폼에 접촉할 수 있게 했다. 이러한 플랫폼은 대여(에어비앤비, Booking.com), 여행(오파고, 트립어드바이저), 음식 배달(우버이츠, 그루브 허브, 포스트메이트), 교통(우버, 택시파이, 리프트), 홈 서비스(작업 토끼, 헬플링), 교육(우데미, 코스라) 등 광범위한 영역을 포괄한 개념을 뜻한다.
이러한 플랫폼의 근로자는 종종 직원으로 대우받지 않으며, 급여도 좋지 않다. 예를 들어, 우버 드라이버는 비용이 든 후 시간당 8.80달러에서 11달러 사이의 임금을 받고 있다.
또한 이러한 모든 플랫폼은 데이터 생산업체로 볼 수 있다. 고객과 작업자 모두 서비스를 사용하는 동안 데이터를 생성하고 그렇게 만들어진 데이터는 서비스 개선에 사용하거나 시중에 판매할 수 있다. 이러한 기업의 비즈니스 모델은 주로 데이터를 중심으로 이루어진다.
2020년 12월, Saile Inc.는 특허 출원된 인공지능을 기반으로 인간 판매 임원을 대신하여 디지털 작업을 수행하여 전체 판매 전망 라이프사이클을 수행하는 디지털 노동™에 대한 미국 상표를 제출했다. 디지털 노동™ 작업은 Fortune지 선정 500대 기업부터 중소기업에 이르는 기업까지 Saile로부터 해당 데이터를 추정하고, 측정하며 구입한다.

## 소셜 미디어(Social Media)
소셜 미디어에서의 디지털 노동의 개념은 소셜 미디어 플랫폼의 대부분의 가치가 사용자에 의해 생성된다는 사실에서 비롯된다. 따라서 이들은 플랫폼의 디지털 작업자로 간주되게 되지만 대부분의 미디어 플랫폼에서는 이 작업이 진행됮 않은 상태가 유지되고 있다. 일부 예외 사례로는 비디오 및 음악 공유 플랫폼이 있다. 이 플랫폼은 참여 문화의 개념과 연계되어 있는데, "문화와 콘텐츠 제작에 사용자, 청중, 소비자 및 팬이 관여하는 것을 지정하는 데 주로 사용되는 용어"이다.
디지털 노동은 셀마 제임스가 1972년 설립한 가사노동운동의 임금 개념뿐 아니라 1960년대와 1970년대 이탈리아의 자율주의, 노동자·오페라리스모 노동자의 권리운동에 뿌리를 두고 있다. '디지털 경제'라는 개념은 작업이 공장에서 사회 영역으로 넘어가는 시대에 정의되었는데 이탈리아 자치주의(Italian autonomists)자들의 관점에서는 이 개념이 "사회적 공장(social factory)"으로 묘사될 것이다. 소셜 미디어의 디지털 노동에 대한 연구는 디지털 노동에 대한 첫 번째 비판 중 일부였다. 여기에는 "What the MySpace generation should know about working for free(마이스페이스 세대가 무료로 일하는 것에 대해 알아야 할 것)"(Trebor Scholz), "From Mobile Playgrounds to Sweatshop City(모바일 놀이터에서 스웨트숍 시티로)"(2010)와 같은 장학금이 포함되었다. (Andrew Ross), 티지아나 테라노바 등 다른 사람들은 자유 노동과 무물질 노동의 개념에서 따온 디지털 노동의 정의를 발전시켰다.
디지털 노동에 대해 저술한 다른 학자들: Ursula Huws, Trebor Scholz, Frank Pasquale, Sergio Bellucci, Christian Fuchs, Andrew Ross, Jaron Lanier, Lisa Nakamura를 포함한 포스트식민주의 페미니스트들이 있다. 그들의 연구는 다른 Alter-globalization적 텍스트와 연계되어 있다.
소셜 네트워킹 노동 또는 사용자 노동은 소셜 미디어와 네트워킹 플랫폼 사용자가 데이터를 생성하는 것을 의미하며, 이는 플랫폼의 재정적 이득과 이익에 기여하지만 사용자에게 기여하지 않는 문제가 있다. 해당 노동은 문화 콘텐츠 제작 및 교류, 이용자 메타데이터 수집 등을 기반으로 하고 있으며 마이크로워크 작업은 알고리즘을 간접적으로 교육하는 플랫폼(예: 계정 생성 시 텍스트 또는 이미지 인식)을 사용하기 전에 완료할 수 있다.

## 디지털 노동자 인권(Digital labor rights)
소셜 미디어는 사람들이 인터넷을 통해 정보와 아이디어를 만들고 공유할 수 있는 수단으로 발전해 왔기에 현재 디지털 노동에 대한 논쟁은 사회의 자본주의 경제가 소셜 미디어에서 디지털 노동의 기업 착취를 촉진했는지 여부에서 일어나고 있다. 소셜 미디어는 전형적으로 여가 및 오락과 연관되어 있기 때문에, 디지털 노동의 수익화는 일과 오락 사이를 구분하는 선을 모호하게 만들었다. 디지털 노동 수익화에 찬성하는 사람들은 일반적인 소셜 미디어 사용자들이 그들의 디지털 콘텐츠에 대해 어떠한 금전적 보상도 받지 못함에 따라 착취가 발생하지만 기업들은 이 자유롭게 접근할 수 있는 정보를 이용하여 수익을 창출할 수 있고 주장하고 있다. 이에 관해 유튜브 등 소셜미디어 사이트에 대한 연구 결과, 광고 등을 통해 사용자 제작 디지털 노동력이 수익 창출을 위해 수익 창출되고 있다는 사실이 밝혀졌으며, 착취에 대한 비판은 프로슈머의 역할을 하는 사람들을 중심으로 진행되고 있다. 일부 학자들은 사람들이 스스로 자신의 디지털 노동력을 플랫폼에서 생산하고 소비하며, 따라서 그들 자신이 만든 콘텐츠로부터 가치를 이끌어낸다면 착취는 일어날 수 없다고 주장하고 있기도 한다.
이렇게 디지털 노동에 대한 규제 미비에 관해 일부 운동가와 학자들이 디지털노동자 권리 문제를 제기해오고 있으며,일부 학자들은 현 상황을 신식민주의 착취의 한 형태라고 비판하고 있다.

## 같이 보기
- 아마존 MTurk

## 참고 문헌
1. Gong, Jing. "Role of Monetary Incentives in the Digital and Physical Inter-Border Labor Flows". Journal of Management Information Systems: 1–35.
2. Harmon, Silberman. "Rating Working Conditions on Digital Labor Platforms". Computer Supported Cooperative Work.
3. Malin, Chandler, Brenton, Curry. "Free to Work Anxiously: Splintering Precarity Among Drivers for Uber and Lyft". Communication, Culture and Critique. 10.
4. Fischer, Fuchs. Reconsidering value and labour in the digital age. Houndmills/Basingstoke/Hampshire. ISSN 0268-1072
5. "How Uber Uses Data to Improve Their Service and Create the New Wave of Mobility". Neil Patel. 2017-04-17. Retrieved 2019-03-30.
6. https://tsdr.uspto.gov/?utm_source=teas&utm_campaign=tm-filing_receipts&utm_medium=email_teas_plus&utm_content=tsdr#caseNumber=90432443&caseSearchType=US_APPLICATION&caseType=DEFAULT&searchType=statusSearch
7. Fuchs, Christian. 2013. 'Social media:a critical introduction'
8. Zittrain, Jonathan (December 7, 2009). "The Internet Creates a New Kind of Sweatshop". Newsweek.
9. Fuchs, Sevignani, Christian, Sebastian (2013). "What is Digital Labour? What is Digital Work? What's their Difference? And why do these Questions Matter for Understanding Social Media?". TripleC. 11 (2): 237–293. doi:10.31269/triplec.v11i2.461.
10. Casilli, Antonio (2017). "Digital Labor Studies Go Global : Toward a Digital Decolonial Turn". International Journal of Communication.
11. Rey, P. J. (2012-04-01). "Alienation, Exploitation, and Social Media". American Behavioral Scientist. 56 (4): 399–420. doi:10.1177/0002764211429367. ISSN 0002-7642. S2CID 144556897.
12. Soha, Michael; McDowell, Zachary J. (2016-01-01). "Monetizing a Meme: YouTube, Content ID, and the Harlem Shake". Social Media + Society. 2 (1): 2056305115623801. doi:10.1177/2056305115623801. ISSN 2056-3051
13. Fuchs, Christian (2015). Routledge companion to labor and media. New York. pp. 51–62. ISBN 978-0415837446.
14. HIRING PRACTICES, DIGITAL LABOR-MARKET INTERMEDIATION, AND RIGHTS FOR PLATFORM WORKERS". "THE ECONOMICS OF THE ONLINE GIG ECONOMY: ALGORITHMIC HIRING PRACTICES, DIGITAL LABOR-MARKET INTERMEDIATION, AND RIGHTS FOR PLATFORM WORKERS". Psychosociological Issues in Human Resource Management. 6 (1): 160–165. 2018. ISSN 2332-399X.
15. Harmon, Ellie; Silberman, M. Six (2019-09-01). "Rating Working Conditions on Digital Labor Platforms". Computer Supported Cooperative Work (CSCW). 28 (5): 911–960. doi:10.1007/s10606-018-9313-5. ISSN 1573-7551.
16. Surana, Avni (2020-12-19). "Neocolonialism of the Tech Industry: How Does it Affect the Emerging Markets?". Rochester, NY.

### 추가 참고 문헌
- Paolo Virno and Michael Hardt, Radical Thought in Italy: A Potential Politics (Minneapolis: University of Minnesota Press, 1996). OCLC 320322044
- Antonio Negri, The Politics of Subversion: A Manifesto for the Twenty-first Century (Cambridge: Polity, 1989). OCLC 20134011
- Anonymous, "The Digital Artisan Manifesto." (posted to nettime on 15 May 1997).
- Anwar, M. A., & Graham, M. (2020). Digital labour at economic margins: African workers and the global information economy. Review of African Political Economy, 47(163), 95–105. https://doi.org/10.1080/03056244.2020.1728243
- Graham, M. and Anwar, M.A. 2018. "Digital Labour" In: Digital Geographies Ash, J., Kitchin, R. and Leszczynski, A. (eds.). Sage. London.
- Gong, J., Hong, Y., & Zentner, A. (2018). Role of Monetary Incentives in the Digital and Physical Inter-Border Labor Flows. Journal of Management Information Systems, 35(3), 866–899. https://doi.org/10.1080/07421222.2018.1481661
- Kaplan, M. (2020). The Self-consuming Commodity: Audiences, Users, and the Riddle of Digital Labor. Television & New Media, 21(3), 240–259. https://doi.org/10.1177/152747641881900
- Kvasny, L. (2013). Digital labour: the Internet as playground and factory. New Technology, Work & Employment, 28(3), 254–256. https://doi.org/10.1111/ntwe.12019
- Value-Creation in the Late Twentieth Century: The Rise of the Knowledge Worker. Institute of Governmental Affairs, University of California, Davis. 1995. OCLC 34399964.
- Political Economy of Information, ed. Vincent Mosco and Janet Wasko (Madison: University of Wisconsin Press, 1988). OCLC 17106342
- Schmiede, R. (2017). Reconsidering value and labour in the digital age (dynamics of virtual work series). New Technology, Work & Employment, 32(1), 59–61. https://doi.org/10.1111/ntwe.12083
- Scholz, T. (2012). Digital Labor. doi:10.4324/9780203145791
- Sergio Bellucci, E-Work. Lavoro, rete, innovazione, Roma, Derive e Approdi, 2005.
- Siegel, B., Hoffman, R., & Skigen, R. (2020). Evolution of Automation in the Department of Defense: Leveraging Digital Labor to Transform Finance and Business Operations. Armed Forces Comptroller, 65(2), 40–44.
- Surie, A., & Sharma, L. V. (2019). Climate change, Agrarian distress, and the role of digital labour markets: evidence from Bengaluru, Karnataka. Decision (0304-0941), 46(2), 127–138. https://doi.org/10.1007/s40622-019-00213-w
- Verma, T. (2018). Feminism, Labour and Digital Media: The Digital Housewife. Australian Feminist Studies, 33(96), 277. https://doi.org/10.1080/08164649.2018.1517252